# Panthers d'Érié
Les Panthers d'Érié sont une franchise professionnelle de hockey sur glace en Amérique du Nord qui a évolué dans l'ECHL. L'équipe était basée à Érié en Pennsylvanie aux États-Unis.

## Historique
L'équipe est créée  sous le nom des Panthers d'Érié en 1988 et évolue en ECHL jusqu'en 1996 quand elle déménage en Louisiane pour devenir les Kingfish de Bâton-Rouge.
Durant son existence, l'équipe n'est affilié que lors de deux saisons, uniquement avec des équipes de la Ligue nationale de hockey : en 1992-1993 avec les Sabres de Buffalo et les Rangers de New York, puis à nouveau avec les Rangers pour la saison suivante.

## Statistiques
| No | Saison    | PJ | V  | D  | DP | DTB | BP  | BC  | Pts | Classement               | Séries éliminatoires               | Entraîneur  |
| -- | --------- | -- | -- | -- | -- | --- | --- | --- | --- | ------------------------ | ---------------------------------- | ----------- |
| 1  | 1988-1989 | 60 | 37 | 20 | 3  | 0   | 327 | 256 | 77  | 1re place, ligue         | Défaite en demi-finale             | Ron Hansis  |
| 2  | 1989-1990 | 60 | 38 | 16 | 6  | 0   | 357 | 251 | 82  | 2e place, ligue          | Défaite en demi-finale             | Ron Hansis  |
| 3  | 1990-1991 | 64 | 31 | 30 | 3  | 0   | 302 | 302 | 65  | 3e place, division Est   | Défaite en demi-finale de division | Ron Hansis  |
| 4  | 1991-1992 | 64 | 33 | 27 | 3  | 1   | 284 | 309 | 70  | 4e place, division Ouest | Défaite au premier tour            | Ron Hansis  |
| 5  | 1992-1993 | 64 | 35 | 25 | 1  | 3   | 305 | 307 | 74  | 4e place, division Ouest | Défaite en demi-finale de division | Ron Hansis  |
| 6  | 1993-1994 | 68 | 27 | 36 | 1  | 4   | 264 | 334 | 59  | 6e place, division Nord  | Non qualifiés                      | Ron Hansis  |
| 7  | 1994-1995 | 68 | 18 | 46 | 4  | 0   | 256 | 356 | 40  | 6e place, division Nord  | Non qualifiés                      | Ron Hansis  |
| 8  | 1995-1996 | 70 | 25 | 40 | 0  | 5   | 227 | 293 | 55  | 6e place, division Nord  | Non qualifiés                      | Barry Smith |